# تونگابی
تونگابی (به انگلیسی: Toongabbie) یک حومه شهر در استرالیا است که در نیو ساوت ولز واقع شده‌است.